# 江村宏二
江村 宏二（えむら こうじ、1961年2月22日 - ）は、日本の男子元フェンシング選手、指導者。種目はフルーレ。1988年ソウルオリンピック日本代表選手。2008年北京オリンピックフェンシング日本代表監督

## 経歴
大分県出身。1985年、中央大学経済学部卒業。娘は同じくフェンシング選手の江村美咲。高校2年生の頃にフェンシングを始め、友人と共に本を購入し、最初の構えや突き、防御などを真似ていた。勉強ができる方ではなかったが、フェンシングが強い中央大学に入学するために高校3年生の頃は顧問の家に泊まり込み、勉強を教わっていた。
2005年にはミズノスポーツメントール賞を受賞。現在はフェンシングナショナルチームのコーチを務めている。
2017年、株式会社エクスドリーム・スポーツ代表取締役社長就任。